# Université en Arabie saoudite
Cet article contient une liste des universités d'Arabie saoudite.

## Liste
| Université                                             | Site                                                                          | Année de fondation | Ville                            |
| Province de Riyadh                                     | Province de Riyadh                                                            | Province de Riyadh | Province de Riyadh               |
| ------------------------------------------------------ | ----------------------------------------------------------------------------- | ------------------ | -------------------------------- |
| Université du Roi-Saoud                                | www.ksu.edu.sa                                                                | 1957               | Riyad                            |
| Imam Muhammad bin Saud Islamic University              | www.imamu.edu.sa                                                              | 1974               | Riyad                            |
| Arab Open University                                   | www.arabou.org.sa                                                             | 2002               | Riyad                            |
| Prince Sultan University                               | www.psu.edu.sa                                                                | 2003               | Riyad                            |
| Riyadh College of Dentistry and Pharmacy               | www.riyadh.edu.sa                                                             | 2004               | Riyad                            |
| Dar Al Uloom University                                | www.dau.edu.sa                                                                | 2005               | Riyad                            |
| Alfaisal University                                    | www.alfaisal.edu                                                              | 2007               | Riyad                            |
| Almaarefa College for Science and Technology           | www.mcst.edu.sa                                                               | 2008               | Riyad                            |
| Princess Nora bint Abdul Rahman University             | www.mohe.gov.sa (in Arabic)                                                   | 1970               | Riyad                            |
| King Saud bin Abdulaziz University for Health Sciences | www.ksau-hs.edu.sa                                                            | 2005               | Riyad                            |
| Al Yamamah University                                  | www.alyamamah.edu.sa                                                          | 2004               | Riyad                            |
| Shaqra University                                      | www.su.edu.sa                                                                 | 2010               | Shagra                           |
| Al Majma'ah University                                 | http://mu.edu.sa/                                                             | 2010               | Al Majma'ah                      |
| Province de Makkah                                     |                                                                               |                    |                                  |
| Université du roi Abdulaziz                            | www.kau.edu.sa                                                                | 1967               | Jeddah                           |
| Prince Sultan College For Tourism and Business         | www.pscj.edu.sa                                                               | 2007               | Jeddah                           |
| Effat College                                          | www.effatcollege.edu.sa                                                       | 1999               | Jeddah                           |
| Dar Al-Hekma College                                   | www.daralhekma.edu.sa                                                         | 1999               | Jeddah                           |
| College of Business Administration (CBA)               | www.cba.edu.sa                                                                | 2000               | Jeddah                           |
| Prince Sultan Aviation Academy                         | http://fo.sv.net/psaa                                                         | 2004               | Jeddah                           |
| Jeddah College of Technology                           | www.jct.edu.sa                                                                | 1987               | Jeddah                           |
| Jeddah Teacher's College                               | www.jtc.edu.sa                                                                |                    | Jeddah                           |
| College of Telecom & Electronics                       |                                                                               |                    | Jeddah                           |
| Jeddah Private College                                 |                                                                               |                    | Jeddah                           |
| Jeddah College of Health Care                          |                                                                               |                    | Jeddah                           |
| Ibn Sina National College for Medical Studies          | http://ibnsina.edu.sa                                                         |                    | Jeddah                           |
| Batterjee Medical College                              | www.bmcmedcollege.net                                                         |                    | Jeddah                           |
| Umm Al-Qura University                                 | www.uqu.edu.sa                                                                | 1979               | La Mecque                        |
| Taif University                                        | www.tu.edu.sa                                                                 | 2004               | Taëf                             |
| King Abdullah University of Science and Technology     | www.kaust.edu.sa                                                              | 2008               | Thuwal                           |
| Province Orientale                                     |                                                                               |                    |                                  |
| Dammam College of Technology                           | www.dct.gotevot.edu.sa                                                        |                    | Dammam                           |
| Dammam Community College                               | www.dcc.edu.sa                                                                |                    | Dammam                           |
| University of Dammam                                   |                                                                               | 2010               | Dammam                           |
| Dammam Community College                               | www.dcc.edu.sa                                                                |                    | Dammam                           |
| Université du roi Faisal                               | www.kfu.edu.sa                                                                | 1975               | Al-Hasa                          |
| Université du Roi Fahd du Pétrole et des Mines         | www.kfupm.edu.sa                                                              | 1963               | Dhahran                          |
| University College of Jubail                           | www.ucj.edu.sa                                                                | 2006               | Jubail                           |
| Jubail Industrial College                              | www.jic.edu.sa                                                                | 1978               | Jubail                           |
| Jubail Technical College                               |                                                                               |                    | Jubail                           |
| Prince Mohammad University                             | www.pmu.edu.sa                                                                | 2006               | Khobar                           |
| Université Prince Sattam Bin Abdulaziz                 | www.ku.edu.sa                                                                 | 2010               | Al Khardj                        |
| Hafr Al-Batin Community College                        | www.hbcc.edu.sa                                                               | 1999               | Hafar Al-Batin                   |
| Province de Medina                                     |                                                                               |                    |                                  |
| Université islamique de Médine                         | www.iu.edu.sa                                                                 | 1961               | Médine                           |
| Taibah University                                      | www.taibahu.edu.sa                                                            | 2005               | Médine                           |
| Madinah College of Technology                          | www.mct.edu.sa                                                                | 1996               | Médine                           |
| Yanbu Industrial College                               | www.yic.edu.sa                                                                | 1989               | Yanbu                            |
| Yanbu University College                               | « www.yuc.edu.sa »(Archive.org • Wikiwix • Archive.is • Google • Que faire ?) | 2005               | Yanbu                            |
| Province d'Asir                                        |                                                                               |                    |                                  |
| King Khalid University                                 | www.kku.edu.sa                                                                | 1998               | Abha                             |
| Province d'Al Qassim                                   |                                                                               |                    |                                  |
| College of Food and Environment Technology in Buraydah | www.tvtc.gov.sa                                                               | 2000               | Buraydah                         |
| Qassim University                                      | www.qu.edu.sa                                                                 | 2004               | Al Qasim                         |
| Sulaiman Al Rajhi University                           | www.sr.edu.sa/en                                                              |                    | Bakireya                         |
| Al Jawf Province                                       |                                                                               |                    |                                  |
| Al Jawf University                                     | www.ju.edu.sa                                                                 | 2005               | Al Jawf                          |
| Province de Jizan                                      |                                                                               |                    |                                  |
| Jizan University                                       | www.jazanu.edu.sa                                                             | 2005               | Jizan                            |
| Province de Haïl                                       |                                                                               |                    |                                  |
| University of Hail                                     | www.uoh.edu.sa                                                                | 2006               | Haïl                             |
| Province d'Al Baha                                     |                                                                               |                    |                                  |
| Al Baha University                                     | www.bu.edu.sa                                                                 | 2006               | Al Bahah                         |
| Province de Najran                                     |                                                                               |                    |                                  |
| Najran University                                      | www.nu.edu.sa                                                                 | 2006               | Najran                           |
| Province de la Frontière du Nord                       |                                                                               |                    |                                  |
| Al Hudud ash Shamaliyah University                     |                                                                               |                    | Arar                             |
| Province de Tabuk                                      |                                                                               |                    |                                  |
| Tabuk University                                       | http://ut.edu.sa                                                              |                    | Tabuk                            |
| Multi-villes                                           |                                                                               |                    |                                  |
| Institute of Public Administration                     | www.ipa.edu.sa                                                                |                    | Riyad, Jeddah, La Mecque, Dammam |

## Source
- (en) Cet article est partiellement ou en totalité issu de l’article de Wikipédia en anglais intitulé « Lslkist of universities and colleges in Saudi Arabia » (voir la liste des auteurs).